# 克雷布斯巴赫河 (卡爾河支流)
50°5′14.64″N 9°4′32.42″E / 50.0874000°N 9.0756722°E

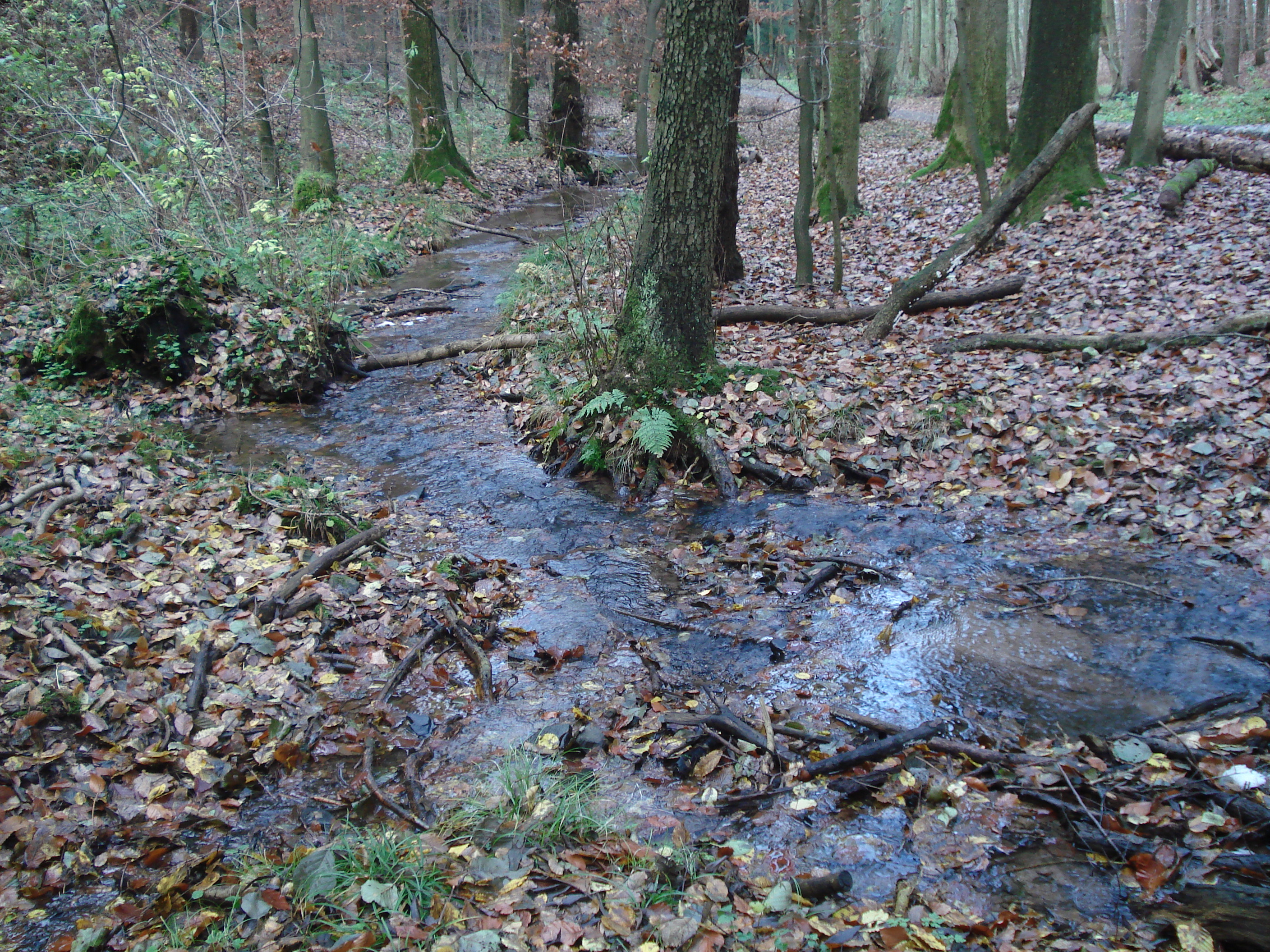

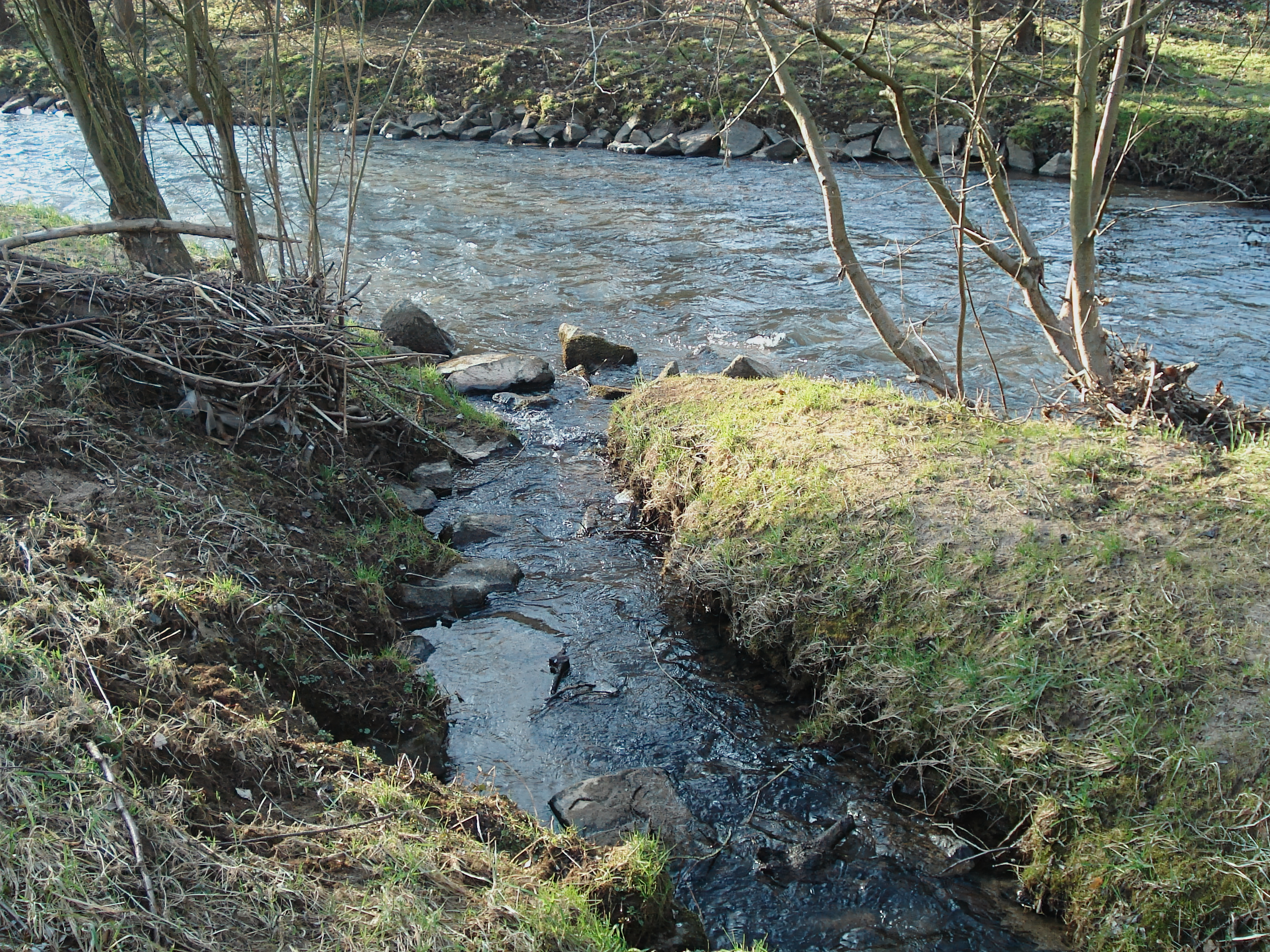

克雷布斯巴赫河（德語：Krebsbach），是德國的河流，位於該國東南部，由巴伐利亞負責管轄，屬於卡爾河的左支流，河道全長3.9公里，流域面積3.3平方公里。